# Лі Кі Бом
Лі Кі Бом (кор. 이기범, нар. 8 серпня 1970) — південнокорейський футболіст, що грав на позиції півзахисника, зокрема за клуб «Чхонан Ільхва Чхонма», а також національну збірну Південної Кореї.
Клубний чемпіон Азії. Володар Суперкубка Азії. 

## Клубна кар'єра
У дорослому футболі дебютував 1993 року виступами за команду «Чхонан Ільхва Чхонма», в якій провів шість сезонів. 1995 року став у її складі клубним чемпіоном Азії, а наступного року здобув Суперкубок Азії.
Протягом 1999 року захищав кольори клубу «Ульсан Хьонде», а наступного року грав за «Сувон Самсунг Блювінгз».

## Виступи за збірну
1993 року дебютував в офіційних матчах у складі національної збірної Південної Кореї. Того року провів у її формі 11 матчів, забивши 3 голи у ворота суперників по відбору на чемпіонат світу 1994 року.

## Титули і досягнення
- Клубний чемпіон Азії (1):

«Чхонан Ільхва Чхонма»: 1995
- Володар Суперкубка Азії (1):

«Чхонан Ільхва Чхонма»: 1996